# Peutelstein
Peutelstein vára (olaszul: Castello di Botestagno / Podestagno) egy középkori várrom az észak-olaszországi Dolomitokban, a Boite folyó völgyében, a Cortina d’Ampezzo városhoz tartozó Prà del Caštel község közigazgatási területén, Veneto régióban. Viharos történelme során a „Boite-völgy kulcsa” 
több ostromot állt ki, 1511-ben a Német-római Birodalom katonái foglalták el. 1781-ben a Habsburg hadsereg kiürítette, pusztuló romjai 1919-ben kerültek az Olasz Királysághoz. Jeles turista célpont.

## Fekvése

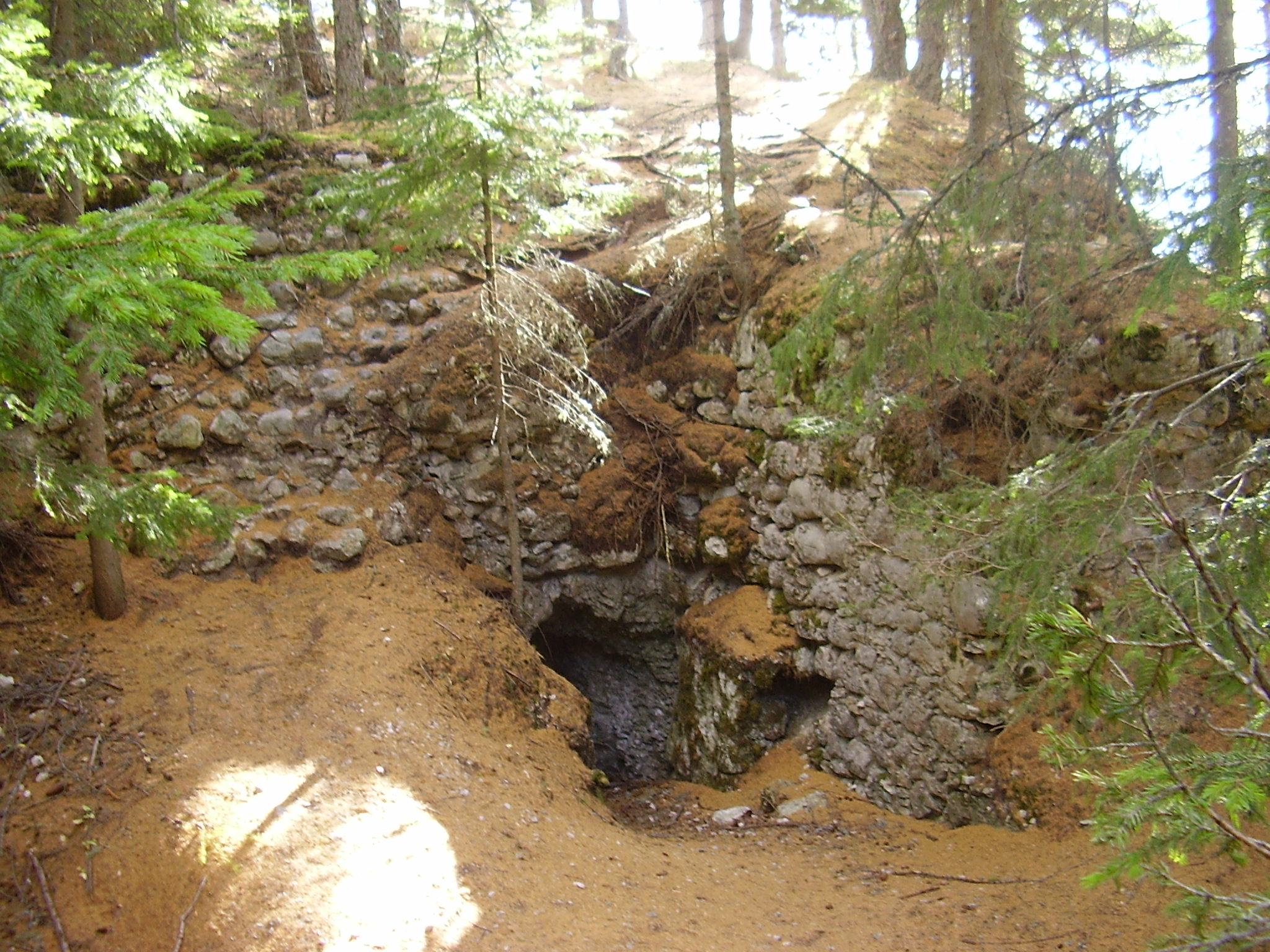
Peutelstein romjai napjainkban

Peutelstein vára egy magas sziklatetőn fekszik, a Középső-Dolomitokban, a Boite patak völgyében, Cortina d’Ampezzo várostól kb. 10 km-re északra. A Boite-völgybe itt két további oldalvölgy torkollik be, keletről a Fanes-völgy, nyugatról a Felizon-völgy. A vár falairól mindhárom völgybe messzire belátni, stratégiai fekvése révén a vár mindhárom völgyet uralni tudta. A három összefutó völgyet több hegycsoport fogja közre, északról a Prags-i Dolomitok (Pragser Dolomiten / Dolomiti di Braies), nyugatról a Fanes-csoport, keleten a Cristallo tömbje, délkeleten a Pomagagnon hegylánc nyugatra kifutó vége.

## Történelme
Az Ampezzói-völgy északi szakasza, a Boite-völgy (és a hozzá északról csatlakozó Höhlenstein-völgy (Valle di Landro) ősidők óta észak-déli átjáróként szolgált a Dolomitokon keresztül. Fordulatos történelme során ez a fontos völgy többször cserélt gazdát. A népvándorlás idején a longobárdok uralták a völgyet, ők a 7. vagy 8. században a három völgy találkozásánál, a mai Prà del Caštel község mellett, a Boite-patak fölé magasodó sziklán egy megerősített támaszpontot létesítettek, fatörzsekből összerótt palánkkal.
Az első kővár építése az 1000-es évekre datálható, amikor a völgyet a németek foglalták el. Az Ampezzói-völgy ezután évszázadokon át a Habsburg-birtokok (a Tiroli Grófság) és a Velencei Köztársaság határvidéke lett. 1077-től Peutelstein vára a Német-római Birodalom hűbéres államához, az Aquileiai patriarkátushoz tartozott. A 13. században, a guelfek és ghibellinek háborúiban a Da Camino főúri család szerezte meg. A Da Caminók egészen a Cadore-vidékig tolták ki birtokaik határait. A stratégiai helyzetű, jól védhető Botestagno várat a „Boite fölötti sziklának” (Rocca sul Boite) is nevezték. Várkapitányság (capitanato) székhelyévé tették és folyamatosan erősítették. Később a Da Caminók megpróbálták megszerezni az Aquileiai patriarkátust is, de kudarcot vallottak. A 15. század elején a Velencei Köztársaság szerezte meg az Ampezzói-völgy vidékét a várral együtt. 1433-ban Velence magát a Patriarchátust is megdöntötte, területét bekebelezte.
Az itáliai háborúk során a várat Habsburg Miksa német-római császár seregei többször próbálták elfoglalni. 1508-ban 1508-ban Sixtus Trautson parancsnok Misurinán és a Tre Croci-hágón át dél felől indult Peutelstein ellen, de a velenceiek Ruseccónál bekerítették és egész seregét lemészárolták. 1510-ben a császár csapatai elfoglalták az egész Cadore-vidéket, de a vár ismét visszaverte az ostromot. 1511 októberében Georg von Frundsberg német zsoldos kapitány 1800 emberrel és korszerű tüzérséggel újra megostromolta, és ezúttal be is vette a várat. 9000 velencei katonát ejtett fogságba.  Peutelstein elestével Hayden városa (ma: Cortina d’Ampezzo) meghódolt és hűséget esküdött Miksa császárnak. Cserébe Miksa megerősítette Ampezzo (Hayden) elöljáróságának ősi kiváltságait (Magnifica Comunità d’Ampezzo).  Az Ampezzói-völgy egészen 1919-ig a Habsburg Birodalom (Tirol) része maradt.
A 17. században a Peutelstein várat rendszeresen javították, erősítették, de a hegyi erőd helyőrségének életkörülményeit alig sikerült javítani. 1619-ben nagyobb átépítésen esett át, egy nyolcszögletű épülettömböt alakítottak ki. A 18. század során a vár katonai jelentősége csökkent. 1783-ban II. József császár rendeletére környékét elárverezték. A Magnifica Comunità d’Ampezzo (a Habsburg Birodalmon belül külön kiváltságokat élvező Ampezzo-völgyi autonómia elöljárósága) vásárolta meg. A hadsereg kivonulásával az elhagyott épületek romlásnak indultak. Kőanyagát 1794-től kezdték elhordani. Az itáliai forradalmak és a porosz–osztrák–olasz háború után, 1867-ben a hadügyminisztérium rendeletére a középkori erőd nagy részét lebontották, helyére a Franzensfestéhez hasonló, nagyszabású, korszerű alpesi erődrendszer építését tervezték, de ez elmaradt. 1915 júniusában olasz csapatok a korábban elfoglalt Cortina d’Ampezzo, Boite-völgy és Grande-völgy (Val Grande) felől heves támadást indítottak Peutelstein térségében, hogy betörjenek a Felső Boite-völgybe és a Forame-völgybe, de kudarcot vallottak. 1916 júniusában megismételték a támadást, de a védők ismét visszaverték őket.
Az első világháború után tovább pusztult, maradék kőanyagát elhordták, a környékbeli utak, házak, középületek építéséhez használták fel.

## Jelenkor
A magára hagyott, romos vár a 20. század folyamán tovább pusztult, területét a vegetáció benőtte. Az 1980-as évekre már csak néhány alapfal és a földből alig kiemelkedő falrészek maradtak meg, köztük egy föld alatti helyiség, amely valószínűleg a vár borospincéje lehetett. Az erőd egész területét lombos erdő borította be.
Az 1990. március 22-én megnyitott Ampezzói Dolomitok Természetvédelmi Terület (Parco naturale regionale delle Dolomiti d’Ampezzo) igazgatósága átvette a várrom kezelését. A kevés megmaradt épületrészen állagmegóvást végeztek, kiépítették az SS51 főútvonalból kiágazó, a várhegyre felvezető kanyargós erdei utat, tanösvényt létesítettek.

## További információ
- Castello di Podestagno (videóklip, YouTube.com)
- Ricerche archeologiche nell’area di Podestagno (régészeti kutatás a várban, regole.it) (olaszul)
- Gefürstete Grafschaft Tirol. Geschichte. (deutsche-schutzgebiete.de) (németül)
- Helmut Dumler: Wanderungen zu Burgen und Schlössern in Südtirol, München, 1991. (németül)
- Klaus Brandstätter: Die Einnahme der Burg Peutelstein, 1511 - In: La presa del castello di Botestagno 1511, 2012, 307-325, 329-334. old.] (németül) (olaszul)
- Mario Ferruccio Belli: Storia di Cortina d'Ampezzo, Tamari Editori, Bologna, 2. kiadás, 1974, 60. old. (olaszul)